# 1965 год
1965 (ты́сяча девятьсо́т шестьдеся́т пя́тый) год  по григорианскому календарю — невисокосный год, начинающийся в пятницу. Это 1965 год нашей эры, 5‑й год 7‑го десятилетия XX века 2‑го тысячелетия, 6‑й год 1960‑х годов. Он закончился 60 лет назад.
| Пн | Вт | Ср | Чт | Пт | Сб | Вс |
|    |    |    |    | 1  | 2  | 3  |
| 4  | 5  | 6  | 7  | 8  | 9  | 10 |
| 11 | 12 | 13 | 14 | 15 | 16 | 17 |
| 18 | 19 | 20 | 21 | 22 | 23 | 24 |
| 25 | 26 | 27 | 28 | 29 | 30 | 31 |

| Пн | Вт | Ср | Чт | Пт | Сб | Вс |
| 1  | 2  | 3  | 4  | 5  | 6  | 7  |
| 8  | 9  | 10 | 11 | 12 | 13 | 14 |
| 15 | 16 | 17 | 18 | 19 | 20 | 21 |
| 22 | 23 | 24 | 25 | 26 | 27 | 28 |

| Пн | Вт | Ср | Чт | Пт | Сб | Вс |
| 1  | 2  | 3  | 4  | 5  | 6  | 7  |
| 8  | 9  | 10 | 11 | 12 | 13 | 14 |
| 15 | 16 | 17 | 18 | 19 | 20 | 21 |
| 22 | 23 | 24 | 25 | 26 | 27 | 28 |
| 29 | 30 | 31 |    |    |    |    |

| Пн | Вт | Ср | Чт | Пт | Сб | Вс |
|    |    |    | 1  | 2  | 3  | 4  |
| 5  | 6  | 7  | 8  | 9  | 10 | 11 |
| 12 | 13 | 14 | 15 | 16 | 17 | 18 |
| 19 | 20 | 21 | 22 | 23 | 24 | 25 |
| 26 | 27 | 28 | 29 | 30 |    |    |

| Пн | Вт | Ср | Чт | Пт | Сб | Вс |
|    |    |    |    |    | 1  | 2  |
| 3  | 4  | 5  | 6  | 7  | 8  | 9  |
| 10 | 11 | 12 | 13 | 14 | 15 | 16 |
| 17 | 18 | 19 | 20 | 21 | 22 | 23 |
| 24 | 25 | 26 | 27 | 28 | 29 | 30 |
| 31 |    |    |    |    |    |    |

| Пн | Вт | Ср | Чт | Пт | Сб | Вс |
|    | 1  | 2  | 3  | 4  | 5  | 6  |
| 7  | 8  | 9  | 10 | 11 | 12 | 13 |
| 14 | 15 | 16 | 17 | 18 | 19 | 20 |
| 21 | 22 | 23 | 24 | 25 | 26 | 27 |
| 28 | 29 | 30 |    |    |    |    |

| Пн | Вт | Ср | Чт | Пт | Сб | Вс |
|    |    |    | 1  | 2  | 3  | 4  |
| 5  | 6  | 7  | 8  | 9  | 10 | 11 |
| 12 | 13 | 14 | 15 | 16 | 17 | 18 |
| 19 | 20 | 21 | 22 | 23 | 24 | 25 |
| 26 | 27 | 28 | 29 | 30 | 31 |    |

| Пн | Вт | Ср | Чт | Пт | Сб | Вс |
|    |    |    |    |    |    | 1  |
| 2  | 3  | 4  | 5  | 6  | 7  | 8  |
| 9  | 10 | 11 | 12 | 13 | 14 | 15 |
| 16 | 17 | 18 | 19 | 20 | 21 | 22 |
| 23 | 24 | 25 | 26 | 27 | 28 | 29 |
| 30 | 31 |    |    |    |    |    |

| Пн | Вт | Ср | Чт | Пт | Сб | Вс |
|    |    | 1  | 2  | 3  | 4  | 5  |
| 6  | 7  | 8  | 9  | 10 | 11 | 12 |
| 13 | 14 | 15 | 16 | 17 | 18 | 19 |
| 20 | 21 | 22 | 23 | 24 | 25 | 26 |
| 27 | 28 | 29 | 30 |    |    |    |

| Пн | Вт | Ср | Чт | Пт | Сб | Вс |
|    |    |    |    | 1  | 2  | 3  |
| 4  | 5  | 6  | 7  | 8  | 9  | 10 |
| 11 | 12 | 13 | 14 | 15 | 16 | 17 |
| 18 | 19 | 20 | 21 | 22 | 23 | 24 |
| 25 | 26 | 27 | 28 | 29 | 30 | 31 |

| Пн | Вт | Ср | Чт | Пт | Сб | Вс |
| 1  | 2  | 3  | 4  | 5  | 6  | 7  |
| 8  | 9  | 10 | 11 | 12 | 13 | 14 |
| 15 | 16 | 17 | 18 | 19 | 20 | 21 |
| 22 | 23 | 24 | 25 | 26 | 27 | 28 |
| 29 | 30 |    |    |    |    |    |

| Пн | Вт | Ср | Чт | Пт | Сб | Вс |
|    |    | 1  | 2  | 3  | 4  | 5  |
| 6  | 7  | 8  | 9  | 10 | 11 | 12 |
| 13 | 14 | 15 | 16 | 17 | 18 | 19 |
| 20 | 21 | 22 | 23 | 24 | 25 | 26 |
| 27 | 28 | 29 | 30 | 31 |    |    |

## События

### Январь
- 1 января — в Кабуле афганский писатель Нур Мухаммед Тараки основал Народно-демократическую партию Афганистана[1].
- 2 января — Катастрофа Ли-2 под Дарвазой — крупнейшая в истории Туркмении (24 погибших).
- 3 января — Лю Шаоци переизбран Председателем Китайской Народной Республики.
- 4 января
  - Президент США Линдон Джонсон в ежегодном обращении к Конгрессу представил программу построения «Великого общества»[2].
  - Катастрофа Ил-18 в Алма-Ате.
- 6 января — на массовом митинге в Джакарте президент Индонезии Сукарно объявил о выходе Индонезии из ООН в знак протеста против избрания Малайзии членом Совета Безопасности ООН. Официальное послание вручено Генеральному секретарю ООН У Тану 21 января[2][3].
- 14 января — первая встреча премьер-министров Северной Ирландии и Ирландской Республики за 43 года[2].
- 19 января
  - в Бристольском заливе Берингова моря (территориальные воды США) во время десятибалльного шторма, сопровождавшегося морозами, затонуло 6 японских рыболовных судов и советские траулеры «Бокситогорск», «Севск», «Себеж» и «Нахичевань» (погибло 106 советских моряков).
  - Запуск беспилотного космического корабля «Джемини-2» (США) (пуск по баллистической траектории)[4].
- 20 января
  - Церемония вступления Линдона Джонсона в должность президента США на второй срок[2].
  - Национальное собрание Египта в соответствии со статьёй 102 Временной конституции единогласно выдвинуло Гамаля Абдель Насера кандидатом в президенты на новый шестилетний срок[5].
- 25 января — Катастрофа Ан-8 в Кировабаде, погибло 6 человек.

### Февраль
- 1 февраля — в Лаосе группа офицеров, сторонников генерала Фуми Носавана, совершила неудачную попытку военного переворота. После провала переворота Фуми Носаван был вынужден бежать в Таиланд[6].
- 4 февраля — Президент Французской Республики Шарль де Голль заявил об отказе от доллара США в международных расчётах и о переходе на единый золотой стандарт[7].
- 5 февраля — по пути в Ханой советская делегация во главе с председателем Совета Министров СССР А. Н. Косыгиным и секретарём ЦК КПСС Ю. В. Андроповым совершила посадку в Пекине. Прошли советско-китайские переговоры с участием Премьера Госсовета КНР Чжоу Эньлая и министра иностранных дел КНР Чэнь И.
- 6 февраля
  - Перенос административного центра британского протектората Бечуаналенд из Мафекинга в строящийся город Габороне[8].
  - Катастрофа DC-6 под Ло-Вальдесом — крупнейшая в Чили (87 погибших).
- 7 февраля — начало массированных бомбардировок авиацией США территории ДРВ[9][10].
- 8 февраля — Катастрофа DC-7 под Нью-Йорком.
- 11 февраля — в Пекине прошёл второй раунд советско-китайских переговоров. А. Н. Косыгина и Ю. В. Андропова приняли Мао Цзэдун, Лю Шаоци и генеральный секретарь ЦК КПК Дэн Сяопин. Переговоры не привели к устранению разногласий между странами и партиями.
- 13 февраля
  - Катастрофа Ил-14 под Нухой.
  - Убийство Умберту Делгаду.
- 15 февраля — принят новый национальный флаг Канады с изображением кленового листа.
- 18 февраля — провозглашение независимости Гамбии (ранее — колония и протекторат Великобритании)[11].
- 25 февраля — Катастрофа Ил-62 в Раменском.

### Март

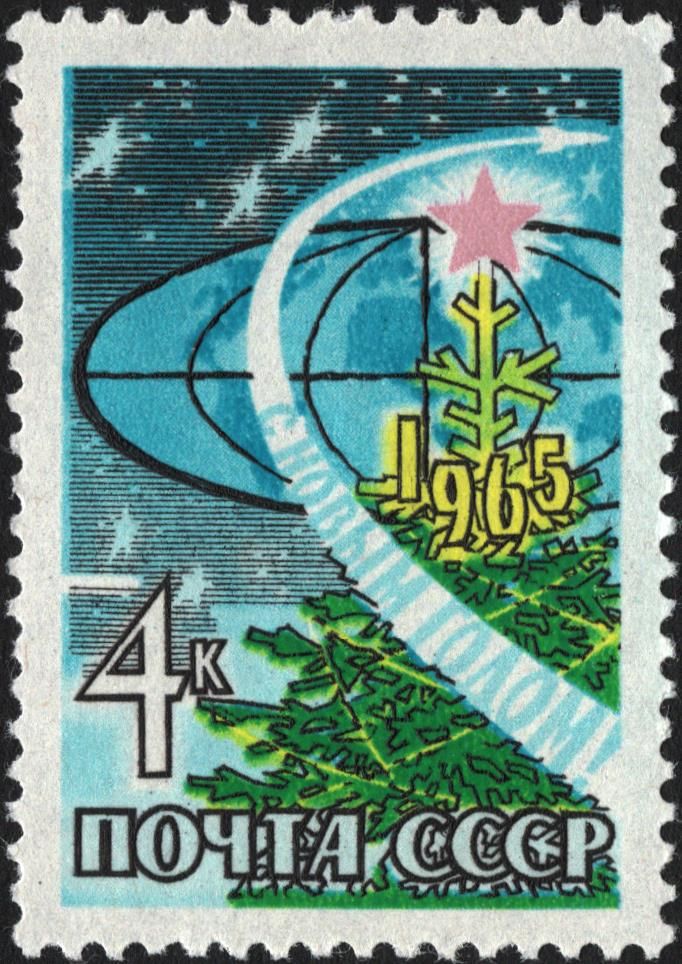
Почтовая марка СССР. С Новым, 1965 годом!

- Почтовая марка СССР. С Новым, 1965 годом!1 марта — начало консультативной встречи представителей 18 коммунистических и рабочих партий в Москве (закончилась 5 марта). Декларация о солидарности с народом Вьетнама в его борьбе против американской агрессии[12][13].
- 4 марта — принятие Президиумом Верховного Совета СССР указа о нераспространении сроков давности на преступления против мира и человечности и военные преступления[14][15].
- 5 марта — Гамаль Абдель Насер переизбран президентом Объединённой Арабской Республики на срок с 27 марта 1965 по 26 марта 1971 года, получив 99,99 % голосов[16].
- 7 марта — Катастрофа Ли-2 под Ермаковским — крупнейшая катастрофа самолёта Ли-2 (31 погибший).
- 8 марта
  - Прибытие в Южный Вьетнам первых наземных воинских подразделений США (высадка в Дананге 3500 морских пехотинцев)[2][17].
  - Катастрофа Ту-124 под Куйбышевом, погибли 30 человек.
- 11 марта — в Каире в штаб-квартире Лиги арабских государств состоялось совещание политических организаций Южного Йемена, безуспешно попытавшихся договориться о единстве действий[18].
- 13 марта — опубликовано заявление Правительства Китайской Народной Республики с требованием вывода войск США из Вьетнама.
- 18 марта — советский космонавт Алексей Архипович Леонов совершил первый в истории человечества выход в открытый космос с борта космического корабля «Восход-2» (командир корабля — Павел Иванович Беляев; старт — 18 марта, приземление — 19 марта)[19].
- 20 марта
  - Новым премьер-министром Ливии назначен министр иностранных дел Хусейн Мазик (до 2 июля 1967 года)[20][21].
  - Катастрофа Ан-24 в Ханты-Мансийске.
- 22 марта
  - Избрание на пленуме ЦК РРП Николае Чаушеску Первым (с июня 1965 г. — Генеральным) секретарём ЦК Румынской рабочей партии[22].
  - Центральный комитет Национального фронта освобождения Южного Вьетнама распространил заявление («5 пунктов») с требованиями признания права Вьетнама на мир, независимость, суверенитет и территориальную целостность[23].
- 23 марта — старт космического корабля «Джемини-3» (США), приземление 23 марта. Экипаж: Вирджил Гриссом и Джон Янг[4].
- 24 марта — председателем Государственного совета Румынской Народной Республики избран Киву Стойка[24].
- 27 марта — в Советской армии установлен новый срок срочной службы для выпускников вузов — 1 год. Введены отсрочки для проходивших очное, заочное и вечернее обучение в вузах.
- 29 марта — начало вещания 3 программы ЦТ СССР.

### Апрель
- 1 апреля — в районе Барат во время посещения племён убит северойеменский поэт и политик Мухаммед Махмуд аз-Зубейри, пытавшийся прекратить гражданскую войну между республиканцами и монархистами путём объединения нации на почве ислама[25].
- 2 апреля — в районе Североморска (Мурманская область) потерпел катастрофу стратегический бомбардировщик «Ту-16Р», упавший на казарму. Погибли 5 лётчиков и 27 матросов на земле[26].
- 5 апреля
  - Начало поставок Советским Союзом Демократической Республике Вьетнам ракет класса «земля — воздух» для отражения налётов авиации США[13].
  - В Бирме принят декрет об отмене арендной платы за землю[27].
- 8 апреля — сорвана попытка государственного переворота в Болгарии, лидер заговорщиков Иван Тодоров-Горуня покончил жизнь самоубийством.
- 11 апреля — в США за сутки зафиксировано 78 торнадо. Погиб 271 человек, около 1500 человек пострадали.
- 17 апреля — в Вашингтоне прошла первая крупная демонстрация против участия США во Вьетнамской войне[9].
- 21 апреля — на следующий день после отставки правительства Йеменской Арабской Республики во главе с Хасаном аль-Амри сторонник убитого 1 апреля М. М. аз-Зубейри Ахмед Мухаммед Науман сформировал новый кабинет и выступил с правительственной программой[25].
- 24 апреля — в Ереване прошла массовая демонстрация с требованием признания геноцида армян.
- 25 апреля — в Доминиканской республике восстали армейские части, требующие возвращения к власти президента Хуана Боша. Президент Дональд Рейд Кабраль свергнут. Временным президентом стал глава парламента Молина Уренья[28].
- 26 апреля — в СССР День Победы 9 мая объявлен нерабочим днём[15].
- 28 апреля — США начали военную интервенцию в Доминиканской Республике[29].
- 29 апреля —  в Приморском крае потерпел катастрофу стратегический бомбардировщик «Ту-16», врезавшийся в сопку, погиб весь экипаж, 6 человек[26].

### Май
- 1 мая — благодаря работе искусственного спутника Земли «Молния-1» жители Дальнего Востока СССР впервые имели возможность в реальном времени смотреть первомайский военный парад, проходивший в Москве[30].
- 2 мая — в Хамере (Йеменская Арабская Республика) открылась общенациональная конференция с участием представителей республиканского режима и монархической оппозиции. Конференция выразила доверие новому правительству страны, высказалась за создание национальной армии, вывод египетских войск и введение консервативной конституции Мухаммеда Махмуда аз-Зубейри[25].
- 3 мая — после бегства временного президента Доминиканской республики Хосе Молины в посольство Колумбии, новым президентом страны избран полковник Франсиско Альберто Кааманьо[31].
- 5 мая — в результате крушения в Магаданской области разбился стратегический бомбардировщик «3МД», погибли 7 человек[32].
- 7 мая — в СССР учреждена юбилейная медаль «Двадцать лет Победы в Великой Отечественной войне 1941—1945 гг.»
- 8 мая
  - В СССР Международный женский день 8 марта объявлен нерабочим днём.
  - Указом Президиума Верховного совета СССР городу-герою Ленинграду вручена медаль «Золотая Звезда»[33].
- 9 мая — Парад на Красной площади. Указом Президиума Верховного Совета СССР от 25 апреля 1965 года 9 мая был объявлен нерабочим днём и всенародным праздником (до этого, в 1948—1964 годах, в связи с Указом Президиума Верховного Совета СССР от 23 декабря 1947 года об объявлении 1 января нерабочим днём, день 9 мая — оставаясь праздником победы над Германией являлся рабочим днём).
- 13 мая — установлены дипломатические отношения между ФРГ и Израилем[34].
- 18 мая — в Дамаске в был повешен израильский разведчик Эли Коэн.
- 29 мая — катастрофа на шахте в Дханбаде, Индия, погибли 274 человека.
- 20 мая
  - Возле озера Самотлор близ Нижневартовска бригадой Г. И. Норкина была пробурена первая разведочная скважина Р-1, которая 29 мая дала нефтяной фонтан.
  - Катастрофа Boeing 720 под Каиром — крупнейшая в истории самолётов данного типа (121 погибший).
- 26 мая — временный президент Доминиканской республики полковник Франсиско Кааманьо встретился со специальным представителем президента США Макджорджем Банди и начал переговоры об урегулировании военного кризиса[35].
- 29 мая — открыто Самотлорское нефтяное месторождение — крупнейшее в России и 7-е по размеру нефтяное месторождение в мире.

### Июнь
- 1 июня
  - Катастрофа на угольной шахте в Фукуоке (Япония), погибли 237 человек.
  - Ракетные войска стратегического назначения  СССР пополнились новой 38-й дивизией, расположенной в степях Казахстана.
- 3 июня — Война во Вьетнаме: В Южный Вьетнам прибыл первый контингент австралийских войск.
- 3 июня — старт космического корабля «Джемини-4» (США), приземление 7 июня. Экипаж: Джеймс МакДивитт, Эдвард Уайт. Э. Уайт стал первым американским астронавтом, вышедшим в открытый космос[4].
- 4 июня — первый серийный теплоход типа «Заря» вышел на линию Калинин — Ржев.
- 7 июня — катастрофа на шахте в Каканджи (Югославия), погибли 128 человек.
- 8 июня — Война во Вьетнаме: В Южном Вьетнаме произошло первое официальное участие американских солдат в боевых действиях.
- 14 июня — председателем Национального управляющего комитета (фактическим главой страны) Южного Вьетнама стал Нгуен Ван Тхьеу
- 16 июня — национальное агентство печати Алжира распространило сообщение об окончательном прекращении военных действий в Кабилии против Фронта социалистических сил Аит Ахмета.
- 19 июня
  - Бескровный переворот в Алжире. Президент страны Ахмед Бен Белла свергнут, к власти пришёл Революционный совет во главе с бывшим министром обороны полковником Хуари Бумедьеном[36].
  - Премьер-министром Южного Вьетнама стал Нгуен Као Ки.
- 22 июня
  - На Самотлорском нефтяном месторождении из разведочной скважины ударил первый фонтан нефти.
  - Война во Вьетнаме: первая бомбардировка авиацией США Ханоя.
  - В городе Джибла (Йеменская Арабская Республика) открылся I съезд Национального фронта освобождения оккупированного юга Йемена. В ходе трёх дней работы съезд принял Национальную хартию, провозгласившую отказ от капиталистического пути развития Южного Йемена[37].
  - Вечером в столице Алжира полиция разогнала четвёртую и самую крупную студенческую демонстрацию в поддержку свергнутого президента Ахмеда Бен Беллы.
  - Подписание в Токио Базового договора об отношениях между Японией и Кореей: нормализация взаимоотношений между Японией и Южной Кореей[38].
- 25 июня
  - В столице Алжира полиция и войска безопасности разогнали очередную студенческую демонстрацию в поддержку Бен Беллы.
  - Катастрофа C-135 под Санта-Аной — крупнейшая в истории Boeing C-135 Stratolifter (84 погибших).
  - После мощного ливня затоплено 25 гектаров в центре Москвы в районе протекания реки Неглинки.
- 27 июня — в связи с переворотом в Алжире по инициативе Кваме Нкрумы перенесена на 5 ноября Вторая конференция глав государств и правительств стран Азии и Африки, которую называли «вторым Бандунгом».

### Июль
- 1 июля — присоединение СССР к Парижской конвенции по охране промышленной собственности[39].
- 10 июля — начало работы в Хельсинки Всемирного конгресса за мир, национальную независимость и всеобщее разоружение (закончил работу 15 июля)[34].
- 13 июля — обнародована Национальная хартия Йеменской Арабской Республики, подтвердившая незыблемость республиканского строя и союз с Египтом[40].
- 16 июля
  - Торжественное открытие туннеля Монблан на границе Франции и Италии.
  - С космодрома Байконур успешно осуществлён первый запуск ракеты-носителя «Протон», которая вывела на околоземную орбиту советский научно-исследовательский спутник «Протон-1».
- 17 июля
  - Латвийская ССР награждена Орденом Ленина в связи с 25-летием республики[41].
  - Литовская ССР награждена Орденом Ленина в связи с 25-летием республики[42].
- 19 июля — открытие IV съезда Румынской рабочей партии. Переименование РРП в Румынскую коммунистическую партию (сам съезд стал рассматриваться как IX съезд РКП)[34][22].
- 20 июля — сформировано правительство Йеменской Арабской Республики во главе с Хасаном аль-Амри[40].
- 22 июля — уход Алека Дуглас-Хьюма в отставку с поста лидера Консервативной партии Великобритании (27 июля новым лидером партии был избран Эдвард Хит)[2].
- 26 июля — провозглашение независимости султаната Мальдивские острова (ранее — протекторат Великобритании)[8].

### Август
- 5 августа — вооружённые столкновения между индийскими и пакистанскими войсками в районе линии контроля в Кашмире: начало крупномасштабного индийско-пакистанского военного конфликта 1965 года («вторая индо-пакистанская война»)[43].
- 9 августа — выход Сингапура из состава Федерации Малайзия и провозглашение его независимым государством[8].
- 10 августа — в городе Таиф (Саудовская Аравия) политики Северного Йемена и монархисты подписали пакт, провозгласивший создание «Йеменского исламского государства». Пакт предусматривал проведение плебисцита по будущему государственному устройству страны после вывода египетских войск и прекращения гражданской войны[44].
- 11—16 августа — восстание в негритянском гетто Лос-Анджелеса (США)[9].
- 16 августа — Первая катастрофа Boeing 727: самолёт компании United Airlines во время захода на посадку в Чикаго упал в озеро Мичиган, погибли 30 человек.
- 21 августа:
  - Вступление в силу новой конституции Румынии. Страна получила название Социалистическая Республика Румыния[8].
  - Старт космического корабля «Джемини-5» (США), приземление 29 августа. Экипаж: Гордон Купер, Чарльз Конрад[4].
- 24 августа — президент Египта Гамаль Абдель Насер и король Саудовской Аравии Фейсал подписали в Джидде соглашение по йеменскому вопросу. Предусматривалось проведение в Йеменской Арабской Республике плебисцита по будущему государственному устройству не позднее 23 ноября 1966 года и эвакуация египетских войск из Северного Йемена[44].
- 29 августа — в Доминиканской Республике ушла в отставку хунта генерала Антонио Имберта[45].

### Сентябрь
- 1 сентября — операция «Большой шлем»: неудачная попытка пакистанских войск захватить город Акхнур[англ.] на юго-западной границе индийского штата Джамму и Кашмир (захват Акхнура создал бы прямую угрозу для Джамму — зимней столицы штата).
- 4 сентября — Катастрофа Let L-200 в Брянске.
- 5 сентября — задержание советскими пограничниками на советско-норвежской границе заблудившегося американского путешественника Ньюкомба Мотта, который сам к ним обратился, но был задержан, осуждён и отправлен в ИТЛ в Сибири, где через несколько месяцев умер при невыясненных обстоятельствах[46].
- 6 сентября — переход индийской армии в наступление на пенджабском участке индо-пакистанской границы. Оборона Лахора[47].
- 9 сентября — преобразование Тибета в Тибетский автономный район КНР[8].
- 11 сентября — Катастрофа Ан-12 под Улан-Удэ.
- 14 сентября — постановление Совета министров СССР о бесплатной выдаче молока рабочим и служащим предприятий с вредными условиями труда[15].
- 19 сентября — парламентские выборы в ФРГ.
- 23 сентября — прекращение Индией и Пакистаном военных действий, сопровождавших индийско-пакистанский военный конфликт 1965 года[48].
- 25 сентября — британский верховный комиссар отменил действие конституции колонии Аден и отправил в отставку местное правительство во главе с Абделем Кави Макави[49].
- 27—29 сентября — Пленум ЦК КПСС. Принятие решения о ликвидации совнархозов и переходе на отраслевой метод управления промышленностью. Начало экономической реформы 1965 года в СССР[13][15].
- 30 сентября
  - Принял присягу президент Филиппин Фердинанд Маркос.
  - Попытка группы левых офицеров («Движение 30 сентября»), поддержанная частью руководства компартии Индонезии, осуществить государственный переворот в Индонезии. Подавлена ко 2 октября армией во главе с командующим стратегическим резервом сухопутных войск генерал-майором Сухарто. Фактический переход власти в руки военных, начало массового террора против коммунистов[50].

### Октябрь
- 1 октября — вооружённые силы Патриотического фронта Лаоса реорганизованы в Народно-освободительную армию Лаоса[51].
- 2 октября — в Адене, Лахадже и других городах Южного Йемена по призыву Национального фронта освобождения оккупированного юга Йемена прошли забастовки и демонстрации[52].
- 3 октября
  - Ушло в отставку правительство Египта во главе с Али Сабри, на которого возложена задача создания структур Арабского социалистического союза. Главой правительства назначен вице-президент Закария Мохиэддин.
  - Переименование Единой партии социалистической революции Кубы в Коммунистическую партию Кубы. Избрание Фиделя Кастро первым секретарём ЦК компартии Кубы[53].
- 13 октября — смещение президентом Демократической Республики Конго Жозефом Касавубу премьер-министра Моиза Чомбе[2].
- 18 октября — лидер Национального фронта освобождения оккупированного юга Йемена Кахтан аш-Шааби выступил в Четвёртом комитете ООН и потребовал немедленного вывода британских войск из южного Йемена[54].
- 19 октября — упразднён Целинный край — единственный край в то время в составе Казахской ССР[55].
- 27 октября — КНР объявила об отказе участвовать во Второй конференции глав государств и правительств стран Азии и Африки.

### Ноябрь
- 2 ноября — отложена на неопределённый срок Вторая конференция глав государств и правительств стран Азии и Африки в Алжире, которую называли «вторым Бандунгом».
- 5 ноября
  - В Ленинграде в бывшем особняке Н. В. Спиридонова открыт Дворец торжественной регистрации рождений «Малютка».
  - В Ленинграде открыт мост Александра Невского — самый длинный мост в городе на тот момент[56].
  - Генеральная Ассамблея ООН приняла резолюцию № 2023 по Южному Йемену, признававшую единство Адена, Восточного и Западного протекторатов и требовавшую вывода британских войск со всех южнойеменских территорий[54].
- 8 ноября — Катастрофа Boeing 727 под Цинциннати.
- 10 ноября
  - Публикация в шанхайской газете «Вэньхуэй бао» статьи Яо Вэньюаня с критикой пьесы У Ханя[англ.] «Разжалование Хай Жуя»: повод для развёртывания «великой пролетарской культурной революции» в Китае[57][58].
  - Катастрофа Ту-124 под Мурманском.
- 11 ноября
  - Одностороннее провозглашение режимом Яна Смита независимости Южной Родезии — самоуправляющейся колонии Великобритании[8].
  - Катастрофа Boeing 727 в Солт-Лейк-Сити.
- 14—16 ноября — Битва в долине Йа-Дранг — одно из самых известных и ожесточённых сражений войны во Вьетнаме[59].
- 16 ноября — в СССР запущена «Венера-3», беспилотный космический корабль, который первым достиг поверхности Венеры (врезался в неё). Стал первым земным аппаратом, достигшим поверхность другой планеты.
- 18 ноября — в Республике Конго (Браззавиль) создана пионерская организация — Национальное движение пионеров[60].
- 23 ноября — началась эвакуация египетского экспедиционного корпуса из Северного Йемена[44]. В тот же день открылась Харадская конференция по национальному примирению, так и не вынесшая решений после месяца работы[61].
- 24 ноября — военный переворот в Демократической Республике Конго; вместо смещённого Жозефа Касавубу новым президентом провозглашён генерал Жозеф Мобуту[36].
- 26 ноября — с французского космодрома Хаммагир на территории Алжирской Народной Демократической Республики осуществлён запуск ракеты «Диаман-А» с первым французским искусственным спутником Земли «Астерикс-1» («А-1»). Франция стала третьей космической державой после СССР и США[62][63].

### Декабрь
- 4 декабря — старт космического корабля «Джемини-7» (США), приземление 18 декабря. Экипаж: Фрэнк Борман, Джеймс Ловелл[4].
- 5 декабря — в Москве на Пушкинской площади прошёл первый в СССР правозащитный митинг с требованием освободить писателей А. Д. Синявского и Ю. М. Даниэля[15].
- 6 декабря — преобразование в СССР органов партийно-государственного контроля в органы народного контроля[15].
- 9 декабря — избрание Н. В. Подгорного Председателем Президиума Верховного Совета СССР (вместо А. И. Микояна)[13].
- 15 декабря — старт космического корабля «Джемини-6А» (США), приземление 16 декабря. Экипаж: Уолтер Ширра, Томас Стаффорд[4].
- 19 декабря — победа Ш. де Голля (54,49 %) над Ф. Миттераном во 2-м туре президентских выборов во Франции, обеспечившая де Голлю второй президентский срок[64].
- 21 декабря — Декларация Генеральной Ассамблеи ООН о недопустимости вмешательства во внутренние дела государств, об ограждении их независимости и суверенитета.
- 22 декабря — провозглашение государства Сингапур республикой[8].

### События без точных дат
- Учреждена Премия Небьюла.
- Начат серийный выпуск подвесного лодочного мотора «Ветерок-8», продолжавшийся до сентября 2008 года.

## Персоны года
Человек года по версии журнала Time — Уильям Уэстморленд, американский военачальник.

## Родились
См. также: Категория:Родившиеся в 1965 году

### Январь
- 4 января
  - Джулия Ормонд, британская киноактриса.
  - Бет Гиббонс, британская певица, автор песен и солистка группы Portishead.
- 5 января — Винни Джонс, британский актёр, в прошлом — футболист, выступавший на позиции полузащитника.
- 8 января — Мишель Форбс, американская актриса.
- 9 января
  - Рода Гриффис, американская актриса, певица и каскадёр, с ролями второго плана в многочисленных телешоу и фильмах.
  - Фара Хан, индийская актриса, кинорежиссёр, сценарист, кинопродюсер и хореограф.
  - Джоэли Ричардсон, британская актриса.
- 11 января — Оливия Бараш, американская актриса, кинорежиссёр, кинопродюсер и певица.
- 12 января — Александра Уэнтуорт, американская актриса, сценарист и кинопродюсер.
- 14 января
  - Джемма Редгрейв, английская актриса.
  - Шамиль Басаев, один из ведущих участников террористической борьбы за выход самопровозглашённой Чеченская Республика Ичкерия из состава Российской Федерации в 1991—2006 годах.
- 17 января — Ди Джей Карузо, кинорежиссёр, продюсер.
- 22 января — Дайан Лейн, американская актриса.
- 26 января — Алексей Лысенков, российский телеведущий и шоумен.
- 27 января — Алан Камминг, режиссёр, актёр, писатель, продюсер и исполнитель.
- 28 января — Линда Бойд, канадская актриса, кинорежиссёр, сценарист, кинопродюсер, певица и танцовщица.
- 30 января — Джули МакКалло, американская актриса, комедиантка, сценарист и фотомодель.

### Февраль
- 1 февраля
  - Брэндон Ли, американский актёр, мастер восточных единоборств (ум. в 1993).
  - Шерилин Фенн, американская актриса.
- 3 февраля — Мора Тирни, американская актриса.
- 7 февраля — Крис Рок, американский актёр, комик, сценарист, теле- и кинопродюсер, режиссёр.
- 8 февраля — Матильда Май, французская актриса.
- 9 февраля — Джули Уорнер, американская актриса, кинорежиссёр и кинопродюсер.
- 12 февраля — Алекс Менесес, американская актриса и бывшая модель, известная благодаря ролям на телевидении.
- 13 февраля — Николай Савичев, советский и российский футболист, нападающий, полузащитник, тренер.
- 17 февраля
  - Ирина Основина, российская актриса театра и кино.
  - Майкл Бэй, американский кинорежиссёр и кинопродюсер.
- 18 февраля — Dr. Dre, американский продюсер, рэпер.
- 20 февраля — Федерика Моро, итальянская актриса и фотомодель.
- 22 февраля — Дарья Михайлова, российская актриса театра и кино, театральный педагог.
- 23 февраля — Кристин Дэвис, американская актриса.
- 25 февраля — Вероника Уэбб, американская актриса, фотомодель, журналистка и телеведущая.

### Март
- 4 марта
  - Александр Шаганов, российский поэт-песенник, автор слов ко многим известным эстрадным песням.
  - Стейси Эдвардс, американская актриса.
- 6 марта — Александр Хлопонин, российский государственный деятель.
- 12 марта — Татьяна Лютаева, советская, литовская и российская актриса театра и кино. Заслуженная артистка Российской Федерации (2014).
- 13 марта — Стив Бачич, канадский актёр и продюсер хорватского происхождения.
- 14 марта — Киана Том, американская телеведущая, актриса, фотомодель и фитнес-тренер.
- 16 марта
  - Белен Руэда, испанская актриса.
  - Кристиана Реали, французская актриса итало-бразильского происхождения.
- 18 марта — Рахимов, Рашид Маматкулович, главный тренер клуба «Рубин» (Казань).
- 20 марта — Крис Уэдж, американский режиссёр и мультипликатор (серия Ледниковый период)
- 21 марта — Синтия Гири, американская актриса.
- 23 марта — Сара Бакстон, американская актриса кино и телевидения.
- 24 марта — Питер Джейкобсон, американский актёр. Наиболее известен по роли доктора Криса Тауба в телесериале «Доктор Хаус».
- 25 марта — Сара Джессика Паркер, американская актриса.
- 29 марта — Лара Вендель, итальянская актриса немецкого происхождения.
- 30 марта — Джульет Ландау, американская актриса.

### Апрель
- 1 апреля
  - Ольга Дроздова, российская актриса.
  - Джейн Адамс, американская актриса театра, кино и телевидения, лауреат премии «Тони», «Драма Деск» и номинант на «Золотой глобус».
- 3 апреля — Энджела Физерстоун, канадская и американская актриса.
- 4 апреля — Роберт Дауни Мл., американский актёр, продюсер, музыкант.
- 9 апреля — Полина Поризкова, американская супермодель, актриса и писательница чешского происхождения.
- 11 апреля — Ирина Безрукова, советская и российская актриса, тифлокомментатор.
- 13 апреля — Кэтрин Дент, американская актриса.
- 16 апреля — Мартин Лоуренс, американский актёр, стэндап-комедиант, режиссёр, сценарист и продюсер.
- 20 апреля
  - Оксана Лесная, белорусская актриса.
  - Ребекка Лейси, английская актриса.
- 26 апреля
  - Кевин Джеймс, американский актёр, комик, сценарист, продюсер.
  - Сюзанна Харкер, английская актриса театра, кино и телевидения.
- 27 апреля — Анна Чанселлор, английская актриса театра, кино и телевидения.

### Май
- 3 мая — Михаил Прохоров, российский политик и предприниматель.
- 6 мая — Игорь Гордин, советский и российский актёр театра и кино. Заслуженный артист Российской Федерации.
- 10 мая — Линда Евангелиста, канадская супермодель итальянского происхождения.
- 11 мая
  - Стефано Доменикали, итальянский спортивный менеджер.
  - Юлия Шулепова, непрофессиональная актриса советского кино.
  - Маргарит Макинтайр, американская актриса.
- 16 мая — Сергей Олех — украинский актёр, шоумен, юморист, телеведущий.
- 17 мая
  - Клаудия Колль, итальянская актриса («Все леди делают это»).
  - Пейдж Турко, американская актриса.
- 19 мая
  - Михаил Горевой, российский актёр театра и кино.
  - Александр Песков, советский и российский актёр театра и кино.
- 23 мая — Мелисса Макбрайд, американская актриса.
- 24 мая — Синъитиро Ватанабэ, японский режиссёр-аниматор.
- 31 мая — Брук Шилдс, американская актриса и модель.

### Июнь
- 1 июня — Виталий Хаев, российский актёр театра и кино, телеведущий.
- 4 июня — Игорь Осинькин, советский и российский футболист, полузащитник и нападающий; футбольный тренер.
- 6 июня — Мэгуми Огата, японская сэйю и певица.
- 7 июня — Михаил Шац, советский и российский телеведущий, шоумен, юморист, актёр КВН, театра и кино, член Академии Российского телевидения.
- 10 июня
  - Элизабет Хёрли, британская актриса, продюсер, фотомодель и дизайнер.
  - Вероника Феррес, немецкая актриса кино и телевидения.
- 13 июня
  - Лиза Видал, американская актриса.
  - Вахиде Перчин, турецкая актриса театра и кино.
  - Лесли Кэй, американская актриса мыльных опер.
- 16 июня — Дарья Швайгер, словенская певица, участница конкурсов «Евровидение» в 1995 и 1999 годах.
- 18 июня — Ким Диккенс, американская актриса.
- 19 июня
  - Антон Кузьмин, российский художник-концептуалист, куратор и поэт.
  - Сэйди Фрост, английская актриса, певица, кинопродюсер и дизайнер, чья карьера длится с 1979 года.
- 21 июня
  - Ян Ливэй, первый космонавт КНР.
  - Юрий Кривенцев, российский биохимик, писатель фантаст.
- 23 июня — Валерий Меладзе, эстрадный певец.
- 24 июня — Владимир Луксурия, итальянская актриса.
- 28 июня — Джессика Хект, американская актриса.

### Июль
- 3 июля
  - Конни Нильсен, датская модель.
  - Кэтрин Эрбе, американская актриса.
- 5 июля — Антон Степаненко, российский военный журналист, телеведущий.
- 6 июля — Юрий Грымов, российский режиссёр.
- 8 июля — Юлия Рутберг, советская и российская актриса театра и кино, заслуженная артистка России.
- 9 июля — Дарси ЛяПьер, американская актриса и модель.
- 10 июля
  - Светлана Степченко, альтистка, солистка Национального Филармонического оркестра России, актриса, Заслуженная артистка России.
  - Эми Ип, гонконгская актриса.
- 11 июля — Эдуард Радзюкевич, российский актёр театра, кино и телевидения, режиссёр кино и телевидения, сценарист, продюсер, педагог.
- 12 июля — Светлана Замараева, советская и российская драматическая актриса. Народная артистка России (2014).
- 18 июля — Ева Ионеско, французская киноактриса и режиссёр.
- 23 июля — Слэш, англо-американский рок-музыкант, бывший гитарист группы Guns N' Roses.
- 24 июля
  - Джули Грэм, шотландская актриса.
  - Людмила Потапова, советская и российская актриса театра и кино.
- 25 июля — Иллеана Дуглас, американская актриса, режиссёр, сценарист и продюсер.
- 30 июля — Марина Есипенко, российская актриса.

### Август
- 3 августа — Сергей Чонишвили, российский актёр театра и кино, заслуженный артист России.
- 4 августа
  - Анастасия, российская певица, автор стихов и музыки к своим песням.
  - Кристал Чэппелл, американская актриса, кинорежиссёр, сценарист и кинопродюсер.
- 7 августа — Диана Гольден, известная колумбийская и мексиканская актриса.
- 8 августа — Кейт Лэнгброк, австралийская актриса, сценарист, телеведущая и журналистка.
- 10 августа — Клаудия Кристиан, американская актриса, писательница, певица, музыкант и режиссёр.
- 11 августа
  - Виола Дэвис, американская актриса, обладательница премии «Оскар».
  - Эмбет Дэвидц, американская киноактриса.
- 17 августа
  - Мария Елена Эредия, венесуэльская актриса.
  - Кэрри Грант, английская певица.
- 19 августа
  - Кира Седжвик, американская актриса кино и телевидения.
  - Мария де Медейруш, португальская актриса, кинорежиссёр, сценарист, певица. Обладательница почётного звания «Артист Мира».
- 23 августа — Валерий Николаев, российский актёр театра и кино, кинорежиссёр, сценарист, хореограф-постановщик, телеведущий.
- 24 августа — Марли Мэтлин, американская актриса, обладательница премии «Оскар».
- 27 августа — Бо Мартин Эрик Эрикссон, шведский музыкант и исполнитель. Основатель группы E-Type
- 28 августа
  - Аманда Таппинг, канадская актриса.
  - Сатоси Тадзири, японский геймдизайнер, автор видеиогр, манги и аниме «Покемон».
- 29 августа — Фрэнсис Раффелл, британская певица и актриса мюзиклов.

### Сентябрь
- 3 сентября
  - Марина Зудина, советская и российская актриса кино и театра, народная артистка России.
  - Александр Строев, российский актёр театра и кино, заслуженный артист России.
  - Чарли Шин, американский актёр.
  - Костас Мэндилор, американский актёр австралийского происхождения.
- 4 сентября — Лиза Джейн Смит, американская писательница.
- 9 сентября
  - Констанс Мари, американская актриса.
  - Мишель Джонсон, американская актриса
- 11 сентября
  - Ричард Мелвилл Холл, американский диджей, певец, композитор, мультиинструменталист и исполнитель.
  - Башар Асад, президент Сирии с 2000 года.
- 12 сентября — Дезире Коулман, американская R&B певица и актриса.
- 14 сентября
  - Дмитрий Анатольевич Медведев, Президент Российской Федерации (2008—2012 годы), Премьер-министр Российской Федерации (2012—2020 годы).
  - Мишель Стэффорд, американская актриса и бывшая модель.
- 15 сентября — Фернанда Торрес, бразильская актриса, сценарист и кинопродюсер.
- 17 сентября — Брайан Сингер, американский режиссёр, продюсер и сценарист.
- 19 сентября
  - Церинг Тобгай, бутанский политик, премьер-министр Бутана с 2013 года.
  - Александра Вандернот, бельгийская актриса.
- 21 сентября — Шерил Хайнс, американская актриса.
- 26 сентября — Пётр Порошенко, пятый президент Украины.
- 27 сентября — Стив Керр, тренер Голден Стэйт.
- 29 сентября — Эльвира Данилина, российская актриса театра и кино, заслуженная артистка России (2002).

### Октябрь
- 1 октября — Синди Марголис, американская актриса, кинопродюсер и фотомодель.
- 2 октября — Франческа Деллера, итальянская актриса, модель.
- 4 октября
  - Евгений Касперский, один из ведущих мировых специалистов в сфере информационной безопасности. Один из основателей, основной владелец и глава ЗАО «Лаборатория Касперского»
  - Татьяна Иванова, украинская актриса, клоунесса.
- 5 октября — Марио Лемьё, канадский хоккеист.
- 7 октября — Ариель Бесс, французская киноактриса.
- 8 октября — Игорь Жижикин, российский и американский актёр, продюсер.
- 9 октября — Андрей Бартенев, российский художник и скульптор, дизайнер, модельер, телеведущий.
- 10 октября — Ребекка Пиджон, американская актриса, композитор и сценарист.
- 14 октября — Кристал Фокс, американская актриса.
- 18 октября — Андреа дель Бока, аргентинская актриса и певица.
- 19 октября — Николай Платошкин, советский и российский дипломат, историк и политик.
- 22 октября — Дмитрий Иосифов, советский, белорусский актёр, кинорежиссёр и сценарист.
- 23 октября — Петра Бергер, нидерландская певица.
- 24 октября — Татьяна Весёлкина, российская актриса кино, театра и дубляжа.
- 26 октября — Келли Роуэн, канадская и американская актриса.
- 28 октября — Джейми Герц, американская актриса.
- 29 октября — Петронелла Баркер, норвежская актриса.

### Ноябрь
- 2 ноября
  - Шахрух Хан, индийский актёр кино, продюсер и телеведущий.
  - Ирина Богушевская, советская-российская певица, поэтесса, композитор.
- 3 ноября — Евгений Банников, российский поэт, композитор, исполнитель бардовских песен, альпинист.
- 4 ноября — Кирстен Уоррен, американская актриса.
- 5 ноября — Аньезе Нано, итальянская актриса.
- 6 ноября
  - Марина Хлебникова, советская и российская эстрадная певица и телеведущая (ТВ Центр).
  - Ольга Лебедева, советская и российская актриса. Заслуженная артистка Российской Федерации (2006).
- 10 ноября — Эдди Ирвайн, британский автогонщик, пилот Формулы-1.
- 14 ноября — Сара Стокбридж, английская актриса, сценарист, писательница и фотомодель.
- 17 ноября — Руслана Писанка, украинская актриса и телеведущая.
- 20 ноября — Ёсики Хаяси, японский рок-музыкант, бывший основатель и лидер группы X Japan.
- 21 ноября — Бьорк, англоязычная певица из Исландии.
- 22 ноября
  - Мадс Миккельсен, датский киноактёр. В 2012 году удостоился приза 65-го Каннского кинофестиваля за лучшую мужскую роль в фильме «Охота» режиссёра Томаса Винтерберга.
  - Кэтрин Нардуччи, американская актриса.
- 24 ноября — Ширли Хендерсон, шотландская актриса.
- 27 ноября — Екатерина Андреева, российская телеведущая программы «Время» на Первом канале.
- 29 ноября — Эллен Клегхорн, американская актриса, комедиантка и сценарист.
- 30 ноября — Бен Стиллер, американский киноактёр и режиссёр.

### Декабрь
- 3 декабря — Катарина Витт, восточногерманская фигуристка.
- 6 декабря — Жанна Агалакова, российская телеведущая, тележурналист.
- 8 декабря — Карина Лау, гонконгская актриса.
- 18 декабря — Карен Сентис, мексиканская актриса и фотомодель.
- 19 декабря — Джессика Стин, канадская актриса.
- 21 декабря — Анке Энгельке, немецкая телеведущая, актриса и комедиантка.
- 25 декабря — Игорь Лифанов, российский актёр театра и кино.
- 26 декабря — Надя Дажани, американская актриса.
- 30 декабря — Валентина Легкоступова, советская и российская эстрадная певица, педагог, продюсер. Заслуженная артистка Российской Федерации (2001) (ум. 2020).
- 31 декабря — Гун Ли, китайская киноактриса.

## Скончались
См. также: Категория:Умершие в 1965 году

### Январь
- 1 января — Антонио Пьетропаоло (р. 1899), итальянский анархист и партизан.
- 4 января — Т. С. Элиот, американо-английский поэт и драматург (род. 1888)[2].
- 8 января — Борис Васильевич Барнет, советский кинорежиссёр.
- 21 января — Рейно Хелисмаа, финский певец и автор песен.
- 24 января — Уинстон Черчилль, премьер-министр Великобритании[2].

### Февраль
- 5 февраля — Анастасий Вонсяцкий, политический деятель Русского Зарубежья, один из лидеров ВФП (род. 1898).
- 21 февраля — Малколм Икс, американский деятель негритянского движения (род. 1925).

### Март
- 9 марта — Казис Борута, литовский писатель.
- 19 марта — Георге Георгиу-Деж, румынский политик-коммунист, фактический правитель Румынии в 1945—1965 годах (род. 1901)[34].

### Июнь
- 20 июня — Бернард Барух (род. 1870), американский финансист, а также политический и государственный деятель[2].
- 21 июня — Пётр Дмитриевич Бучкин, советский живописец, график и педагог, заслуженный деятель искусств РСФСР (род. 1886).

### Июль
- 19 июля — Ли Сын Ман, первый президент Южной Кореи (род. 1875).

### Август
- 27 августа — Ле Корбюзье, французский архитектор (род. 1887)[2].

### Сентябрь
- 4 сентября — Альберт Швейцер, немецкий теолог и врач, лауреат Нобелевской премии мира (1952; род. 1875)[2].

### Октябрь
- 22 октября — Пауль Тиллих, немецко-американский протестантский теолог и философ (род. 1886).
- 26 октября — Сильвия Лайкенс (род. 1949), жертва резонансного преступления, произошедшего в штате Индиана, США.

### Ноябрь
- 1 ноября — Генрихас Блазас, литовский журналист и общественный деятель, политолог.
- 16 ноября — Уильям Томас Косгрейв, первый премьер-министр Ирландии в 1922—1932 годах (род. 1880).
- 22 ноября — Дипа Нусантра Айдит, лидер Коммунистической партии Индонезии (род.1923).

### Декабрь
- 5 декабря — Джозеф Эрлангер, американский физиолог, лауреат Нобелевской премии по физиологии и медицине (1944; род. 1874).

## Нобелевские премии
- Физика — Синъитиро Томонага, Ричард Филлипс Фейнман, Джулиус Швингер — «За фундаментальные работы по квантовой электродинамике, имевшие глубокие последствия для физики элементарных частиц»[65].
- Химия — Роберт Вудворд — «За выдающийся вклад в искусство органического синтеза»[65].
- Медицина и физиология — Франсуа Жакоб, Андре Львов, Жак Моно — «За открытия, касающиеся генетического контроля синтеза энзимов и вирусов»[65].
- Литература — Михаил Александрович Шолохов — «За художественную силу и цельность эпоса о донском казачестве в переломное для России время».
- Премия мира — не присуждалась.